# マーク・メトカーフ
マーク・メトカーフ（Mark Metcalf、1946年3月11日 - ）は、アメリカ合衆国の俳優。

## 出演作品

### 映画
- ジュリア (1977)
- アニマル・ハウス（1978）
- 揺れる愛 (1979)
- ファイナル・テラー (1981)
- 地獄の大惨事／墜落!飢餓砂漠 (1984) （エリック）
- 陽気にフリンやろう! (1985)
- ヘブンリー・キッド (1985)
- 推定有罪 (1991)
- クラッシュ・ザ・タンカー/流出危機 (1993) テレビ映画
- 怒りの逃亡者 (1995)
- ステューピッド／おばかっち地球防衛大作戦 (1996)
- ザ・スリーパー (2005)
- プレイバック (2011)
- 意表をつくアホらしい作戦 (2018)

### ドラマ
- バフィー 〜恋する十字架〜 シーズン1 (1997)
- バフィー 〜恋する十字架〜 シーズン3 (1998-1999)
- 犯罪捜査官ネイビーファイル シーズン5 (1999-2000)
- バフィー 〜恋する十字架〜　シーズン7 (2002-2003)
- MAD MEN　マッドメン シーズン3 (2009)

### PV
- Twisted Sister - I Wanna Rock (Official Video)
- Twisted Sister - We're Not Gonna Take It (Official Video)